# الکسیس خزاقه
الکسیس خزاقه (عربی: اليكسي طوني لويس ايلي خزاقة؛ زادهٔ ۱۵ آوریل ۱۹۹۴) بازیکن فوتبال اهل لبنان است.
وی همچنین در تیم‌های ملی فوتبال زیر ۲۳ سال لبنان و لبنان بازی کرده‌است.